# Kujawsko-Pomorska Biblioteka Cyfrowa

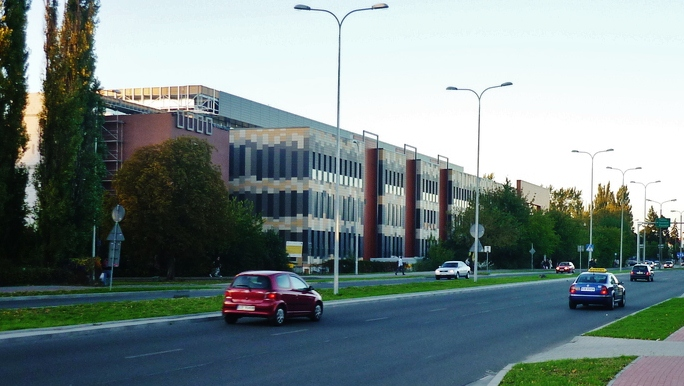
Biblioteka Uniwersytetu Kazimierza Wielkiego

Kujawsko-Pomorska Biblioteka Cyfrowa (KPBC) – biblioteka cyfrowa powstała jako jedna z pierwszych w roku 2004, której zasób współtworzony jest przez instytucje naukowe województwa kujawsko-pomorskiego. Jako pierwsza w Polsce została zrealizowana z Funduszy Strukturalnych UE z programu ZPORR.

## Lokalizacja
Biblioteka Uniwersytecka znajduje się w zachodniej części miasta, w dzielnicy Bielany, przy ul. Gagarina 13.

## Historia
Projekt KPBC realizowany jest przez Bibliotekę Uniwersytecką w Toruniu i wybrane biblioteki współpracujące w ramach Konsorcjum Bibliotek Naukowych Regionu Kujawsko-Pomorskiego. Projekt realizacyjny opracowała w roku 2003 Bożena Bednarek-Michalska pełnomocniczka rektora odpowiedzialna z ramienia UMK za powstanie biblioteki cyfrowej. W latach 2004–2006 KPBC była finansowana z funduszy strukturalnych Unii Europejskiej, później przez UMK i partnerów. W latach 2007–2008 korzystała z grantu MKiDN dla stworzenia nowej kolekcji Baltica i poszerzania zasobu Pommeranica. Od września 2005 roku. KPBC udostępnia swoje zasoby w internecie, większość w wolnym dostępie na licencjach Creative Commons lub w domenie publicznej. Rocznie dodaje się do zasobu ponad 5000 nowych obiektów realizując granty badawcze, DUN i inne, a także digitalizując obiekty w standardowej procedurze z funduszy poszczególnych partnerów. KPBC zbudowano zgodnie ze światowymi standardami budowania zasobów i digitalizacji.

## Twórcy projektu
| Inicjatorzy projektu | Partnerzy projektu |
| --- | --- |
| - Biblioteka Główna Uniwersytetu Mikołaja Kopernika w Toruniu – koordynator projektu - Biblioteka Uniwersytetu Kazimierza Wielkiego w Bydgoszczy - Biblioteka Medyczna Collegium Medicum Uniwersytetu Mikołaja Kopernika w Toruniu | - Wojewódzka Biblioteka Publiczna - Książnica Kopernikańska w Toruniu - Biblioteka Miejska im. Wiktora Kulerskiego w Grudziądzu - Centrum Kultury Dwór Artusa w Toruniu - Centrum Sztuki Współczesnej „Znaki Czasu” w Toruniu - Teatr Baj Pomorski w Toruniu - Miejsko-Powiatowa Biblioteka Publiczna w Rypinie - Biblioteka Główna Uniwersytetu Technologiczno-Przyrodniczego w Bydgoszczy - Biblioteka Państwowej Uczelni Zawodowej we Włocławku - Wyższa Szkoła Gospodarki w Bydgoszczy - Wyższa Szkoła Bankowa w Toruniu - Miejska i Powiatowa Biblioteka Publiczna im. Ignacego Łyskowskiego w Brodnicy - Fundacja Generał Elżbiety Zawackiej - Wojewódzka i Miejska Biblioteka Publiczna w Bydgoszczy |

Celem projektu jest tworzenie regionalnej biblioteki cyfrowej wspierającej rozwój potencjału intelektualnego i innowacyjnego społeczeństwa, wspomaganie nauki przez dostarczanie materiałów do badań oraz kultury umożliwiając szybki dostęp do zasobów wiedzy oraz cennych zabytków piśmiennictwa nie tylko polskiego, celem jest także pokazanie polskiego zasobu w europejskiej bibliotece cyfrowej Europeana oraz w Federacji Polskich Bibliotek Cyfrowych. W Kujawsko-Pomorskiej Bibliotece Cyfrowej udostępniane są cyfrowe wersje książek, czasopism oraz materiałów ikonograficznych, kartograficznych, muzycznych, rękopisów i dokumentów życia społecznego.

## Zasób
Zasób KPBC tworzą głównie czasopisma (82% zasobów) i książki, ponadto znajdują się w niej m.in. zdigitalizowane mapy, fotografie, grafiki, afisze, materiały dźwiękowe. Prawie w 90% są to utwory dla których prawa autorskie majątkowe wygasły (są własnością publiczną). Pozostałe utwory udostępnione są na licencjach umożliwiających korzystanie z nich na zasadach dozwolonego użytku, jedynie niewielka część jest objęta w całości prawami autorskimi i dostępna lokalnie na terenie UMK.
Zasób KPBC jest podzielony na następujące kolekcje tematyczne:
- regionalia - cyfrowe wersje książek i zbiorów ikonograficznych, kartograficznych, muzycznych oraz dokumentów życia społecznego, dotyczących Kujaw, Pomorza i Ziemi Dobrzyńskiej; częścią tej kolekcji są także Baltica i Lituanica,
- materiały dydaktyczne - cyfrowe kopie wybranych podręczników akademickich, monografii i artykułów naukowych tworzonych w regionie,
- dziedzictwo kulturowe - kopie wybranych najcenniejszych i najczęściej wykorzystywanych pozycji: inkunabułów, starodruków, rękopisów, zbiorów ikonograficznych, kartograficznych oraz emigracyjnych,
- archiwalia - dokumenty archiwalne związane z regionem i historią Polski.

Na regionalia składają się:
- Cuiaviana i Pomeranica - publikacje dotyczące Kujaw, Pomorza i Ziemi Dobrzyńskiej oraz powstałe na terenie województwa kujawsko-pomorskiego: artykuły, monografie i fotografie, dokumenty życia społecznego (m.in. ulotki, reklamówki) oraz kolekcja grafik ze zbiorów Biblioteki Uniwersyteckiej w Toruniu,
- Vilniana - publikacje dotyczące Wilna i Ziemi Wileńskiej od 1801 roku; w tej kolekcji znaczące miejsce zajmują m.in. fotografie i druki ulotne dokumentujące działalność Uniwersytetu Wileńskiego,
- Baltica - książki i czasopisma związane z kulturą i historią krajów Morza Bałtyckiego.

W KPBC znajduje się także coraz więcej archiwaliów z regionu:
- Archiwum Zawackiej: Fundacji Generał Elżbiety Zawackiej. Archiwum i Muzeum Pomorskie Armii Krajowej oraz Wojskowej Służby Polek w Toruniu[8]
- Archiwum Uniwersytetu Mikołaja Kopernika
- Archiwum Wandy i Karola Poznańskich ze zbiorów Muzeum Dyplomacji i Uchodźstwa Polskiego Uniwersytetu Kazimierza Wielkiego w Bydgoszczy[9].

KPBC wykorzystuje oprogramowanie dLibra stworzone przez Poznańskie Centrum Superkomputerowo-Sieciowe. Większość dokumentów elektronicznych prezentowana jest w formacie DjVu, coraz więcej w PDF oraz w SWF (ShockWave Flash) i innych formatach charakterystycznych dla typów obiektów, graficznych, video. Od roku 2008 KPBC jest notowana na liście repozytoriów światowych "The Webometrics Ranking of World Universities". Od roku 2019 UMK, wspólnie z Uniwersytetem Kazimierza Wielkiego w Bydgoszczy, realizuje w ramach Programu Operacyjnego Polska Cyfrowa projekt „Ucyfrowienie zasobów akademickich regionu kujawsko-pomorskiego dla potrzeb nauki i dydaktyki całego kraju”. Dzięki niemu nastąpi unowocześnienie i modernizacja oprogramowania i procedur digitalizacyjnych oraz zdigitalizowanych zostanie kolejne 15 tysięcy obiektów.
KPBC jest częścią Federacji Polskich Bibliotek Cyfrowych, sieci kilkunastu bibliotek cyfrowych, w ramach której od roku 2001 udostępniono online miliony obiektów cyfrowych. Zadaniem Federacji jest udostępnienie w jednym miejscu zasobów cyfrowych polskich instytucji kultury oraz przesyłanie danych do Europejskiej Biblioteki Cyfrowej, Europeany.